# ورزشگاه برچمونت
ورزشگاه برچمونت (به انگلیسی: Birchmount Stadium) یک ورزشگاه در کانادا است که در تورنتو واقع شده‌است.